# Національна поліція України
Націона́льна полі́ція Украї́ни — центральний орган виконавчої влади, що забезпечує охорону прав і свобод людини, протидію злочинності, підтримання публічної безпеки та порядку. Діяльність Національної поліції спрямовується та координується Кабінетом Міністрів України через Міністра внутрішніх справ згідно із законом.
Призначенням поліції є захист життя, здоров'я, прав і свобод громадян України, іноземних громадян, осіб без громадянства; протидія злочинності, охорона громадського порядку, власності і забезпечення громадської безпеки. В межах своєї компетенції керівництво діяльністю поліції здійснюють Президент України безпосередньо або через Міністра внутрішніх справ, керівники територіальних органів Міністерства внутрішніх справ і керівники підрозділів поліції.
Згідно з опитуваннями, в 2017 та 2018 роках рівень довіри населення до поліції становив 30-45 %. В 2016 році цей показник сягав 40-55 %.

## Історія
Навесні 2014 року серед експертів почалися розмови стосовно проведення реформ у силовому блоці. Після проведення виборів нової влади та формування складу законодавчих та виконавчих органів почався процес складних реформ, метою яких було викорінення корупції та беззаконня з судової та правоохоронної систем.
Для проведення якісних реформ владою прийнято рішення використати успішний досвід закордонних партнерів. Саме з цією метою Кабінет Міністрів України призначив Еку Згуладзе першим заступником міністра внутрішніх справ, що зіграло значну роль в створенні і розвитку української поліції. Згуладзе була заступником міністра внутрішніх справ Грузії з 2005 до 2012 року в часи президента Міхеїла Саакашвілі й на цій посаді брала активну участь у радикальному реформуванні грузинських органів внутрішніх справ. Восени того ж року Міністр внутрішніх справ Арсен Аваков представив концепт майбутньої реформи Міністерства внутрішніх справ, в якій передбачалось створення Національної поліції як центрального органу виконавчої влади. Впродовж 2014—2015 років йшла активна робота над законом, який регулював би роботу поліції. Таких законів було підготовлено два, від президента та від уряду. Урядовий законопроєкт отримав назву «Про Національну поліцію», а його альтернатива підготовлена пропрезидентською більшістю «Про поліцію і поліцейську діяльність».
21 травня 2015 року Верховна Рада України підтримала в першому читанні законопроєкт № 2822 «Про Національну поліцію», за відповідне рішення проголосували 284 народних депутатів при 226 мінімально необхідних, а 2 липня 2015 року проголосувала за законопроєкт в другому читанні, «За» проголосували 278 народних депутатів. 4 серпня 2015 Президент України підписав цей закон, а вже 6 серпня закон був опублікований в парламентській газеті «Голос України». Закон набув чинності через три місяці з дня, наступного після дня публікації, тобто 7 листопада 2015, окрім патрульної поліції Києва, для якої цей закон набув чинності в день його публікації, та патрульної поліції Одеси та Львова, для яких закон набув чинності 20 серпня 2015. До вступу у дію закону «Про національну поліцію» поліція працювала відповідно до старого закону «Про міліцію», а поліцейські вважалися працівниками міліції. Згодом Президент встановив 4 серпня, день коли він підписав закон «Про Національну поліцію», Днем Національної поліції України.. Згідно з Указом Президента України від 04 квітня 2018 року № 97 День Національної поліції України відзначається щорічно 4 липня. Цього дня 2015 року в Києві запрацювала патрульна поліція.
Паралельно з підготовкою нормативної бази для майбутніх реформ здійснювалися конкретні кроки в цьому напрямі. 19 січня 2015 року МВС України оголосило першу реформу в правоохоронних органах — реформу ДАІ. Про це на брифінгу оголосила заступник глави МВС Ека Згуладзе. Вона повідомила, що ДАІ буде повністю реорганізована, зі звільненням усіх співробітників, а натомість уже починається набір бажаючих у нову патрульну службу, в тому числі з числа співробітників ДАІ. В наступні шість місяців ішов підбір нових кадрів та їх підготовка. У підготовці нових патрульних поліцейських активно допомагали західні партнери. США направили своїх інструкторів з Каліфорнії та Огайо, які провели практичні та теоретичні заняття з новими майбутніми поліцейськими.
Першим містом, у якому запрацювала патрульна поліція, став Київ. 4 липня 2015, на Софійській площі у Києві співробітники нової поліції склали присягу на вірність Україні. Начальник управління патрульної служби Києва Олександр Фацевич зачитав текст присяги. Після цього усі присутні на Софіївській площі виконали Гімн України. Президент Порошенко, присутній на заході, привітав патрульних й нагадав про відповідальність, покладену на них. Майже місяць патрульна поліція Києва працювала в тестовому режимі і показала гарні результати своєї роботи.
Другим містом став Львів. 23 серпня 2015 року, на площі Ринок у Львові, склали присягу 400 співробітників патрульної поліції Львова. Текст присяги зачитав начальник управління патрульної служби Львова Юрій Зозуля. Міністр внутрішніх справ України Арсен Аваков закликав львів'ян підтримати поліцейських. Серед тих, хто приймав присягу, була Ірина Кульчицька — невістка загиблого Героя України генерал-майора Національної гвардії Сергія Кульчицького. Третім містом, де запрацювала патрульна поліція, стала Одеса. 25 серпня 2015 року, біля Пам'ятнику Дюку де Рішельє в Одесі, 400 працівників патрульної поліції склали присягу. Четвертим містом стало місто Харків, де 26 вересня 2015 року на Майдані Свободи у Харкові 800 патрульних поліцейських склали присягу, 27 з яких пройшли службу в зоні АТО.
Після цього почали вводити патрульну поліцію в інших обласних центрах та великих містах: 29 листопада 2015 в Ужгороді та Мукачеві (247 патрульних поліцейських), 6 грудня 2015 в Миколаєві (484 патрульних поліцейських), 19 грудня 2015 в Луцьку (165 патрульних поліцейських), 26 грудня 2015 в Хмельницькому (265 патрульних поліцейських), 17 січня 2016 в Дніпрі (тоді ще Дніпропетровську) (950 патрульних поліцейських), 31 січня 2016 в Івано-Франківську (208 патрульних поліцейських), 3 лютого 2016 в Білій Церкві (140 патрульних поліцейських), 8 лютого 2016 в Херсоні (302 патрульних поліцейських), 19 лютого в Чернігові (211 патрульних поліцейських), 22 лютого 2016 у Вінниці (255 патрульних поліцейських), 27 лютого 2016 в Кременчуці (246 патрульних поліцейських), 1 березня 2016 в Черкасах (256 патрульних поліцейських)., 5 березня 2016 в Полтаві (245 патрульних поліцейських), 12 березня 2016 в Тернополі (209 патрульних поліцейських), 22 березня 2016 в Житомирі (229 патрульних поліцейських), 24 березня в Борисполі (172 патрульні поліцейські), 25 березня в Чопі (10 патрульних поліцейських), 27 березня у Чернівцях (342 патрульні поліцейські), 16 квітня у Запоріжжі (509 патрульних поліцейських). 19 квітня в Рівному (193 патрульні поліцейські) і в той же день розпочала роботу річкова патрульна поліція у м. Черкаси та прилеглих селах. 28 квітня патрульна поліція розпочала роботу в Кропивницькому (тоді ще Кіровограді) (238 патрульних поліцейських), 12 травня у Сумах (251 поліцейський), 14 травня — у Краматорську та Слов'янську (194 поліцейські), 19 травня в Кривому Розі (474 поліцейські), 22 травня в Сєвєродонецьку, Лисичанську та Рубіжному (147 поліцейських), 30 травня в Маріуполі (172 поліцейських). На цьому перший етап реформи поліції завершився.
Глава Нацполіції Сергій Князєв заявив, що 2018-го в Україні запрацює об'єднаний підрозділ патрульної поліції і поліції громадської безпеки, який називатиметься «поліція превенції».

### Реформа поліції (2017—2019)
- Створено систему реагування на правопорушення, вона включає єдині контактні центри «102» та нову службу диспетчерів. Завдяки цьому час реагування на повідомлення до 7 хвилин в обласних центрах та 20 хвилин в райцентрах.
- Створено мережу ситуаційних центрів, де аналізується криміногенна ситуація, а при її ускладненні створюються заходи реагування. На базі центрів створено зали кризового реагування, де координуються сили поліції, робота з розкриття тяжких злочинів.
- Запроваджено систему відеоспостереження в регіонах. Ситуаційні центри використовують відео з 16,4 тис. камер, з яких більше 1,000 з системою відеоаналітики (з розпізнаванням облич та номерних знаків).
- Поліція працює в 38 населених пунктах України та на дорогах, охоплює 23 області та 6300 км доріг.
- Сформовано групи патрульної поліції, які допомагатимуть патрульним в екстрених ситуаціях.
- Ліквідовано ДАІ (державтоінспекцію) та впроваджено групи реагування патрульної поліції. Впроваджено групи реагування, які реагують на повідомлення про правопорушення. Працівники ГРПП забезпечують реалізацію «community policing», здійснюють інші превентивні заходи (адміннагляд, забезпечення безпеки дорожнього руху тощо).
- Створено мобільні групи поліції із реагування на домашнє насильство (ПОЛІНА). 2017 року створено три мобільні групи у Дарницькому районі Києва, Малинівському районі Одеси та у Сєвєродонецьку на Луганщині.
- Удосконалено роботу з охорони громадського порядку під час проведення масових заходів. Запроваджено «скандинавську модель» забезпечення громадського порядку. Реалізується проєкт «Поліція діалогу»: створення груп комунікації (групи «перемовників») для проведення масових заходів.
- Створено підрозділи спецпризначення КОРД, універсального підрозділу поліції для надання силової підтримки та проведення спецоперацій.
- Реформовано Департамент протидії наркозлочинності НПУ.
- Створено Департамент стратегічних розслідувань для протидії суспільно небезпечним організаціям, для перешкоджання роботи криміналітету, «злодіїв в законі», кримінальних авторитетів тощо.
- Створено Управління організації діяльності підрозділів поліції на воді та повітряної підтримки (координація поліцейських підрозділів на воді, груп з використання безпілотних літальних апаратів та впровадження в діяльність поліції гелікоптерів).
- Створено Управління кримінального аналізу для проведення інформаційно-пошукової роботи, оцінювання ризиків.
- Створено Академію патрульної поліції для проведення підготовки поліцейських, вперше прийнятих на службу інспекторами, підвищення кваліфікації і спеціалізації молодшого складу, підготовки патрульних.
- Створено Департамент оперативної підтримки для виявлення злочинних процесів та явищ, які посягають на публічну безпеку та правопорядок, координації з підрозділами НПУ та інших органів влади.
- Почато створення служби детективів, що має об'єднати функції оперативних та слідчих підрозділів. Це має зменшити навантаження на слідчих, підвищити якість досудового розслідування, спростити досудове розслідування шляхом запровадження інституту дізнання.
- В травні 2018 запроваджено нові критерії оцінки діяльності роботи поліції: рівень довіри населення (основний критерій); внутрішнє опитування поліцейських щодо задоволення службою, мотивації та управлінської діяльності керівництва; результативність поліції.
- Збільшено кількість представників Нацполіції України у Генеральному секретаріаті Інтерполу. У Гаазі в штаб-квартирі Європолу почав роботу представник НПУ. 24 працівники НПУ беруть участь у трьох миротворчих місіях: на Кіпрі, у Південному Судані та Косово.
- Із 1 січня 2019 року зарплатня поліцейських зросла до 30 % у порівнянні з 2018. 2016 року середня зарплатня поліцейського складала 5,000 грн, 2017 — 6,050, 2018 — 9,400 грн. Середній розмір зарплатні поліцейського задекларовано на рівні 12,200 грн.
- Запущено Програму житла для поліцейських. 14.11.2018 Кабмін затвердив програму надання поліцейським і рятувальникам житла на умовах лізингу. Згідно з програмою, строк фінансового лізингу становитиме від двох до 20 років. Держава компенсуватиме 30–40 % лізингових платежів, а також усі витрати на обслуговування договору лізингу. Програма щодо забезпечення житлом поліцейських і рятувальників уже почала діяти, одержано понад 5 тис. заявок. Станом на вересень 2019 року Державною іпотечною установою поліцейським надано 300 квартир. Ще 300 квартир перебувають на стадії оформлення. Загалом у 2019 році заплановано передати ключі від нових квартир 1100 поліцейським з їх родинами.
- Травень 2019 — старт проєкту поліцейський офіцер громади. Перший випуск 34 дільничних офіцерів громад для Дніпропетровщини відбувся 28 травня у Києві на Софійській площі. Мета проєкту — забезпечити кожну територіальну громаду офіцером, який живе та працює на території громади. Основними цілями є побудова сталої співпраці з громадою для створення спільного безпечного середовища, інтеграція поліції у суспільство, задоволення безпекових потреб громадян, залучення до партнерства усіх зацікавлених сторін, ефективне та консолідоване вирішення локальних проблем громади, оцінка роботи поліції на основі дослідження рівня задоволеності громадян. Проєктом заплановано охопити майже 30 тисяч населених пунктів, у яких проживає 27,5 млн громадян.

## Завдання
Завданнями Національної поліції є надання поліцейських послуг у сферах:
- забезпечення громадської безпеки та публічного порядку;
- охорони та захисту прав і свобод людини, а також інтересів суспільства і держави;
- протидії злочинності;
- надання в межах, визначених законом, послуг з допомоги особам, які з особистих, економічних, соціальних причин або внаслідок надзвичайних ситуацій потребують такої допомоги.

Національна поліція виконує свої завдання в межах повноважень і в спосіб, визначений Конституцією та законами України.

## Правова основа діяльності

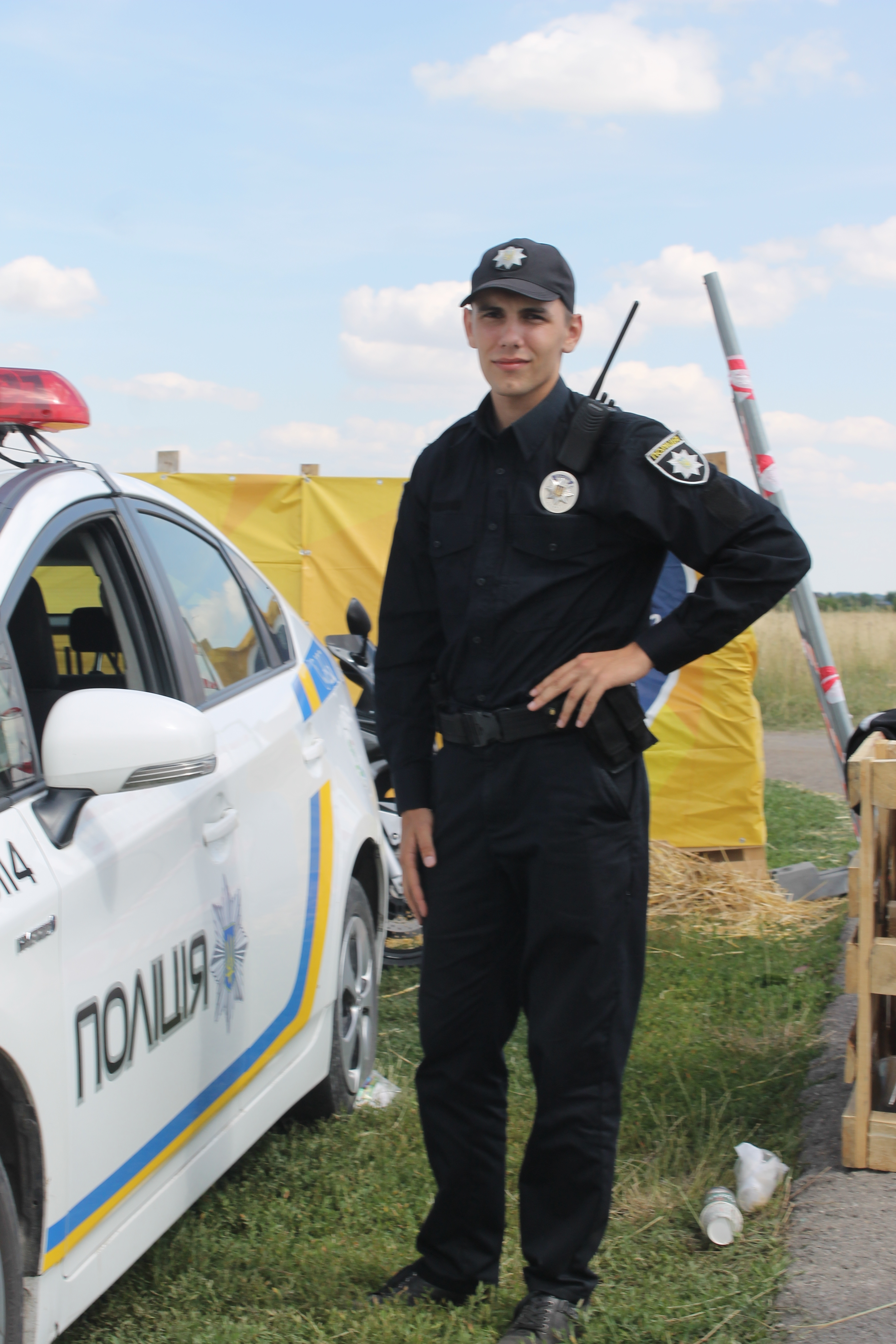
Поліцейський у Тернополі

У своїй діяльності Національна поліція керується Конституцією, міжнародними договорами України, Законом «Про Національну поліцію» та іншими законами України, актами Президента України і Кабінету Міністрів України, а також виданими відповідно до них актами Міністерства внутрішніх справ України, іншими нормативно-правовими актами.
Національна поліція як центральний орган виконавчої влади утворена Постановою КМ України від 2 вересня 2015 р. № 641.
Положення про Національну поліцію затверджене КМ України 28 жовтня 2015 року.
15 березня 2018 року Верховна рада України прийняла закон № 4670 «Про Дисциплінарний статут Національної поліції України», який підтримав 251 народний депутат. Дисциплінарний статут Національної поліції України визначає сутність службової дисципліни в Національній поліції, повноваження поліцейських та їх керівників з її дотримання, види заохочень і дисциплінарних стягнень, а також порядок їх застосування та оскарження.

### Поліцейський
Поліцейським є громадянин України, який склав Присягу поліцейського, проходить службу на відповідних посадах у поліції і якому присвоєно спеціальне звання поліції.
Поліцейський має службове посвідчення та жетон з індивідуальним особистим номером. Зразки та порядок видання службових посвідчень та особистих номерних жетонів затверджує Міністр внутрішніх справ України.
Відповідно до висновку доктора філологічних наук, професора Олександра Пономарева, правильним терміном в українській мові є поліціянт, а не поліцейський, який є російським терміном.

### Присяга працівника поліції
Особа, яка вступає на службу в поліції, складає Присягу на вірність українському народові:
«Я, (прізвище, ім'я та по батькові), усвідомлюючи свою високу відповідальність, урочисто присягаю вірно служити Українському народові, дотримуватися Конституції та законів України, втілювати їх у життя, поважати та охороняти права і свободи людини, честь держави, з гідністю нести високе звання поліцейського та сумлінно виконувати свої службові обов'язки»
Порядок складання присяги працівника поліції встановлює МВС України.

## Нововведення
- створення НПУ як центрального органу влади, який координує міністр МВС, ліквідацію Управлінь внутрішніх справ в областях та районах;
- фаховий Начальник НПУ призначається Кабміном на контракт на 5 років;
- створення Поліцейської комісії при Національній поліції, в якій 3/5 членів — правозахисники та інші цивільні особи;
- призначення на посади в поліції через конкурс, який проводять Поліцейські комісії з використанням поліграфа;
- призначення керівників поліції на контрактній основі на 5 років;
- обов'язковість узгодження місцевими радами призначення керівників поліції громадської безпеки та дорожньої поліції, право їх зняття 2/3 голосів;
- право сесій місцевих рад більшістю голосів зняти будь-якого працівника поліції громадської безпеки (патруль, дільничний) та дорожньої поліції;
- реагування на заяви про порушення працівниками поліції.
- подача заяви до поліції онлайн (проєкт)[61]

## Загальна система
Систему Національної поліції складають центральний орган управління Національною поліцією та територіальні органи Національної поліції. До складу апарату центрального органу управління Національної поліції входять організаційно поєднані між собою структурні підрозділи, що забезпечують діяльність керівника Національної поліції, а також виконання покладених на Національну поліцію завдань.

### Підрозділи
- Кримінальна поліція (у тому числі карний розшук і кіберполіція)
- Патрульна поліція
- Органи досудового розслідування (слідчі управління)
- Поліція охорони
- Спеціальна поліція (підрозділи забезпечення)
- Поліція особливого призначення (спецпідрозділи КОРД, ЛЮТЬ)
- Інші підрозділи, діяльність яких спрямована на виконання завдань поліції або на забезпечення її функціонування, рішення про створення яких приймається керівником поліції за погодженням з Міністром внутрішніх справ.

Національна поліція України має власні навчальні заклади, у тому числі Академії патрульної поліції:
- ДЗ «Академія патрульної поліції» (м. Київ);
- ДЗ «Рівненська академія патрульної поліції»;
- ДЗ «Криворізька академія патрульної поліції».

### Керівництво

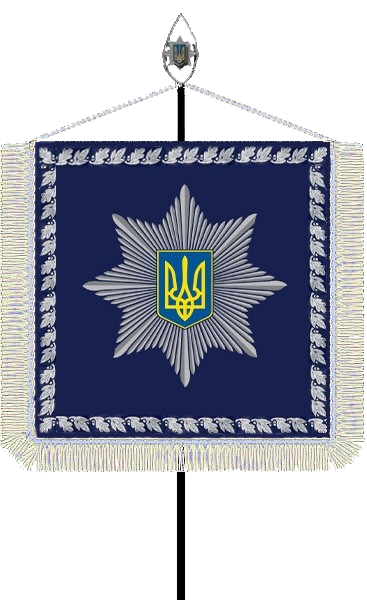
Штандарт голови Національної поліції України

- Голова Національної поліції — Іван Вигівський 14 липня 2023[64][65] (генерал поліції другого рангу)
- Перший заступник Голови НПУ — начальник Головного слідчого управління Максим Цуцкірідзе (генерал поліції третього рангу)
- Заступник Голови НПУ — керівник патрульної поліції Олександр Фацевич (генерал поліції третього рангу)
- Заступник Голови НПУ — начальник кримінальної поліції Андрій Нєбитов (генерал поліції третього рангу)
- Заступник Голови НПУ — Геннадій Федорюк (генерал поліції третього рангу)
- Заступник Голови НПУ — Сергій Кобець (генерал поліції третього рангу) - начальник Департаменту кадрового забезпечення

#### Керівники територіальних органів
- ГУНП в АРК та Севастополі — т.в.о. Климовський Олександр Олександрович (полковник поліції)
- ГУНП у Вінницькій області — ПАРХОМЕНКО Юрій Олександрович  (полковник поліції)[66].
- ГУНП у Волинській області — СЛІПЧУК Олег Степанович (полковник поліції)
- ГУНП в Дніпропетровській області — ГАНЖА Олександр Олександрович (полковник поліції)[67].
- ГУНП в Донецькій області —ОСИПЕНКО Руслан Іванович (генерал поліції 3-го рангу)
- ГУНП в Житомирській області —КОВТУН Олександр Вікторович (полковник поліції)[68].
- ГУНП в Закарпатській області — КОЛЕСНИК Ярослав Васильович (генерал поліції 3-го рангу)
- ГУНП в Запорізькій області — КИСЬКО Артем Іванович (генерал поліції 3-го рангу)
- ГУНП в Івано-Франківській області — БЕЗПАЛЬКО Сергій Вікторович (полковник поліції)
- ГУНП в Київській області — ЩАДИЛО Анатолій Антонович (генерал поліції 3-го рангу)[69].
- ГУНП у Києві — ШУМЕЙКО Дмитро Олександрович (генерал поліції 3-го рангу)
- ГУНП в Кіровоградській області — т.в.о. ДУБРОВА Андрій Миколайович (полковник поліції)
- ГУНП в Луганській області — СЕРБИН Руслан Андрійович (полковник поліції)
- ГУНП у Львівській області — ШЛЯХОВСЬКИЙ Олександр Анатолійович (генерал поліції 3-го рангу)
- ГУНП в Миколаївській області — МАХНО Сергій Анатолійович (полковник поліції)[70].
- ГУНП в Одеській області — ЖУК Іван Васильович (генерал поліції 3-го рангу)
- ГУНП в Полтавській області — РОГАЧОВ Євген Павлович (генерал поліції 3-го рангу)
- ГУНП в Рівненській області — ШАНСЬКИЙ Віктор Миколайович  (полковник поліції)[71][72].
- ГУНП в Сумській області — КАШПЕРУК Олег Євгенович (полковник поліції)[73].
- ГУНП в Тернопільській області — ЗЮБАНЕНКО Сергій Вікторович (полковник поліції)
- ГУНП в Харківській області — ТОКАР Петро Танасійович (полковник поліції))[74].
- ГУНП в Херсонській області — КОЗЬЯКОВ Роман Сергійович (генерал поліції 3-го рангу)
- ГУНП в Хмельницькій області — ГЕРАСИМЧУК Руслан Володимирович (генерал поліції 3-го рангу)
- ГУНП в Черкаській області — ГУДИМА Олег Олександрович (полковник поліції) [75].
- ГУНП в Чернівецькій області —НЕЧИТАЙЛО Віктор Олександрович (полковник поліції)
- ГУНП в Чернігівській області — ІЩЕНКО Іван Володимирович (полковник поліції)[76].

### Кримінальна поліція
Забезпечує протидію злочинності, захист прав та свобод, інтересів суспільства і держави від протиправних посягань (карний розшук, кіберполіція, Департамент боротьби з наркозлочинністю, Департамент захисту економіки тощо).
У складі кримінальної поліції перебувають такі департаменти:
- Департамент карного розшуку;
- Департамент боротьби зі злочинами, пов'язаними з торгівлею людьми;
- Департамент оперативної служби;
- Департамент забезпечення діяльності, пов'язаної з небезпечними матеріалами;
- Департамент кримінального аналізу;
- Департамент оперативно-технічних заходів.[77]

#### Кіберполіція
Кіберполіція — структурний підрозділ Національної поліції, який діє у складі кримінальної поліції та спеціалізується на попередженні, виявленні, припиненні та розкритті кримінальних правопорушень, механізмів підготовки, вчинення або приховування яких, передбачає використання електронно-обчислювальних машин (комп'ютерів), телекомунікаційних та комп'ютерних інтернет-мереж і систем.
Апарат кіберполіції:
- Управління інформаційних технологій та програмування;
- Управління протидії злочинам у сферах інтелектуальної власності та господарської діяльності;
- Управління протидії злочинам у сфері інформаційної безпеки;
- Відділ аналітичного забезпечення;
- Відділ логістики;
- Сектор Національного контактного пункту реагування на кіберзлочини;
- Сектор кадрового забезпечення;
- Відділ фінансового забезпечення та бухгалтерського обліку;
- Режимно-секретний сектор.

#### Департамент протидії наркозлочинності (ліквідовано)
Департамент протидії наркозлочинності — підрозділ кримінальної поліції, покликаний забезпечити ефективну боротьбу зі злочинами у сфері обігу наркотичних речовин та організувати роботу із попередження наркозалежності. Кабінет міністрів України ліквідував Департамент протидії наркозлочинності Нацполіції. Про це йдеться в постанові уряду № 981 від 30.11.2016.

#### Департамент захисту економіки (ліквідовано)
Департамент захисту економіки Національної поліції України бере участь у формуванні та забезпеченні реалізації державної політики у сфері боротьби зі злочинністю, захисту економіки та об'єктів права власності.

#### Управління контролю за дотриманням прав людини
Важливу роль у забезпеченні прав людини у поліцейській діяльності відіграє Управління контролю за дотриманням прав людини. Оскільки до функцій Національної поліції також входить затримання та утримання у спеціалізованих установах осіб, підозрюваних у вчиненні кримінальних правопорушень та підданих адміністративному арешту, існують ризики порушення основоположних прав людини (катування, жорстокого, нелюдського ставлення або такого, що принижує гідність).

#### Департамент внутрішньої безпеки Національної поліції
Департамент внутрішньої безпеки Національної поліції України є міжрегіональним територіальним органом у складі кримінальної поліції Національної поліції України та згідно із законодавством України здійснює оперативно-розшукову діяльність.
Апарат департаменту внутрішньої безпеки:
- Управління оперативних розробок;
- Управління оперативного документування;
- Управління моніторингу та аналізу;
- Управління забезпечення захисту;
- Управління організації роботи та запобігання корупції;
- Сектор правового забезпечення;
- Відділ кадрового забезпечення та оперативного прикриття;
- Відділ фінансового забезпечення та бухгалтерського обліку;
- Режимно-секретний сектор;
- Сектор документального забезпечення.

#### Департамент стратегічних розслідувань
Департамент стратегічних розслідувань — міжрегіональний територіальний орган у складі кримінальної поліції. Функції департаменту — боротьба з організованими формами злочинності, злочинними співтовариствами, кримінальними авторитетами і «злодіями в законі».

### Патрульна поліція
Патрульна поліція — підрозділ Національної поліції, який цілодобово патрулює міста України, забезпечує громадський порядок та безпеку, першим реагує на повідомлення про правопорушення і надзвичайні події, надає поліцейські послуги, первинну медичну та невідкладну допомогу громадянам, забезпечує безпеку дорожнього руху, розглядає справи про адміністративні правопорушення і застосовує засоби адміністративного впливу до правопорушників, організовує заходи безпеки на місці ДТП, оформлення необхідних документів.
У її складі діють піші, автомобільні та мотопатрулі, а також кінний та велосипедний патруль для паркових зон, і річковий патруль.
Патрулювання вулиць у містах здійснюють піші патрулі, а також на спеціально обладнаних автомобілях та мотоциклах, які оснащені сучасними засобами зв'язку та підключені до електронних баз, що дозволяє своєчасно зв'язатися з поліцейським управлінням і отримувати оперативну інформацію. Патрулювання паркових зон здійснює кінний патруль. А за безпекою на воді слідкує річковий патруль.
До їхніх обов'язків належить надання інформації пішоходам та водіям транспортних засобів, перевірка і фіксація будь-яких порушень законодавства, виписування штрафів. Поліцейські зобов'язані оперативно реагувати на правопорушення, виїжджати на місце подій і ретельно вивчати скарги громадян. Стосується це також побутових правопорушень (зокрема домашнього насильства); невідкладної допомоги потерпілим від суспільно небезпечних діянь, нещасних випадків з особами з обмеженими фізичними можливостями. Окрім прямих обов'язків, патрульні поліцейські повинні вміти надавати першу медичну допомогу та консультувати громадян.
Кожен патрульний має нагрудну камеру та планшет, через який по базі даних він відразу на місці може дізнатися всю потрібну інформацію про водія-порушника. У базі вони позначені для зручності за кольорами: зелений колір — це значить у водія немає проблем, жовтий — не сплачено штраф, червоний — машина в розшуку, або є серйозні порушення. Також через планшет патрульний заповнює протоколи за шаблоном: досить вказати номер статті та прізвище з ім'ям водія, а все інше заповнюється автоматично. Таким чином, процес швидкий і не затягується — на все йде п'ять хвилин. Після цього порушник отримує електронний протокол та квитанцію або при бажанні зможе розплатитися банківською карткою на місці.
У 2017 році розроблено програму «Моя поліція» — це мобільний застосунок, що допомагає взаємодіяти громадянам та патрульній поліції. Завдяки застосунку «Моя поліція» виклик надходить безпосередньо до бази даних поліції. Нововведення дозволило зменшити час реагування поліцейських на 40 % відсотків, а тестування показало, що виклик за допомогою програми відбувається у 6 раз швидше, ніж за телефоном 102.

#### Спецпідрозділи Патрульної поліції
ТОР (абр. від Тактико-оперативне реагування) — спеціальні підрозділи (роти, батальйони, полки) управлінь патрульної поліції в областях, Автономній Республіці Крим, м. Севастополі та м. Києві Департаменту патрульної поліції, що призначені для ефективної охорони громадського пооядку у публічних місцях, під час масових заходів та забезпечення реалізації задач патрульної поліції для яких недостатньо екіпірування та навичок звичайних інспекторів патрульної поліції.
Бригада «Хижак» — зведена стрілецька бригада Департаменту патрульної поліції для захисту України від збройної агресії РФ.

### Органи досудового розслідування
Органами досудового розслідування є Головне слідче управління Національної поліції, слідчі управління головних управлінь Національної поліції в місті Києві, областях, Автономній Республіці Крим та місті Севастополі, слідчі відділи (відділення) територіальних органів поліції.
Керівником органів досудового розслідування є Перший заступник Голови НПУ — начальник Головного слідчого управління.
| № | ПІБ                 | Початок повноважень | Закінчення повноважень |
| - | ------------------- | ------------------- | ---------------------- |
|   | Віталій Сакал       | 2 березня 2014      | 7 травня 2015          |
|   | Олександр Вакуленко | до 1 липня 2015     | 13 вересня 2017        |
|   | Віталій Невгад      | 13 вересня 2017     | 13 вересня 2019        |
|   | Максим Цуцкірідзе   | 13 вересня 2019     | на посаді              |

На органи досудового розслідування покладаються такі завдання, як збирання, оцінка, перевірка та використання доказів з метою попередження, запобігання кримінальним правопорушенням та розслідування кримінальних проваджень, установлення об'єктивної істини, забезпечення правильного застосування закону.

### Поліція охорони
Поліція охорони — єдина державна структура, яка надає повний комплекс послуг з охорони об'єктів усіх форм власності та забезпечення особистої безпеки громадян. Діяльність поліції охорони утримується за рахунок коштів від надання послуг з охорони, які здійснюються на договірних засадах. 
Елітною частиною поліції охорони, що забезпечує охорону власності фізичних та юридичних осіб від злочинних посягань є батальйон «Титан».

### Департамент превентивної діяльності
Департамент превентивної діяльності Національної поліції України є структурним підрозділом центрального органу управління поліції, який у межах компетенції організовує та забезпечує виконання Національною поліцією України покладених на неї законодавством України функцій щодо забезпечення публічної безпеки і порядку, загальної та індивідуальної профілактичної роботи, запобігання та протидії домашньому насильству, конвоювання осіб, затриманих за підозрою у вчиненні кримінального правопорушення, взятих під варту, обвинувачених, засуджених до арешту або позбавлення волі на певний строк, а також охорони їх у залі суду.

### Поліція особливого призначення
Поліція особливого призначення — це відділення, взводи, роти, батальйони швидкого реагування та структурні, стройові і територіальні (відокремлені) підрозділи Національної поліції, які призначені для безпосереднього проведення спеціальних поліцейських операцій із припинення злочинів, пов’язаних з високим ступенем суспільної небезпеки та вчиненням збройного опору, для вирішення бойових (спеціальних) завдань під час відсічі збройної агресії проти України або ліквідації збройного конфлікту, а також для здійснення відповідно до компетенції заходів у сфері протидії злочинності, що пов’язані з підвищеною загрозою для життя і здоров’я поліцейських та потребують від поліцейських високого рівня фізичної і професійної підготовленості, уміння впевнено діяти в екстремальних умовах.
Департамент поліції особливого призначення «ОШБ НПУ «Лють» — міжрегіональний територіальний орган Національної поліції, що входить до Гвардії наступу та призначений для виконання бойових завдань із відсічі збройної агресії проти України у зоні ведення бойових дій, забезпечення публічної безпеки та охорони публічного порядку, у тому числі під час проведення зборів, мітингів, демонстрацій та інших масових заходів, а також забезпечення безпеки осіб, які беруть участь у кримінальному судочинстві.
Департамент складається з апарату, підрозділів прямого підпорядкування та п'яти територіальних (відокремлених) Управлінь поліції особливого призначення (штурмові полки) та Управління домедичної та медичної допомоги (медична рота), які в свою чергу формують об'єднану штурмову бригану Національної поліції України. 
Також в структурі департаменту діє Управління проведення спеціальних операцій, якому підпорядковується Батальйон спеціальних операцій «Еней».
Відбором та підготовкою кваліфікованих кадрів займається Управління тактико-спеціальної підготовки, який має у своєму розпорядженні спеціально створений для потреб спецпідрозділів поліції особливого призначення тренінговий центр.
Для забезпечення безпеки осіб, які беруть участь у кримінальному судочинстві в департаменті функціонує окрема рота охорони.
КОРД (Корпус Оперативно-Раптової Дії) — підрозділ Національної поліції для вирішення надзвичайних ситуацій, рівень яких є настільки високим і складним, що може перевищити можливості сил оперативного реагування чи оперативно-розшукових підрозділів.

25 червня 2024 року на базі підрозділів КОРД була утворена зведена стрілецька бригада підрозділів поліції особливого призначення КОРД, що призначена для виконання бойових завдань із відсічі збройної агресії проти України у зоні ведення бойових дій. Аналогічно на базі кожного ГУНП в областях створені батальйони поліції особливо призначення (стрілецькі), які здійснюють стабілізаційні заходи на українсько-білоруському кордоні, а також виконують бойові завдання із відсічі збройної агресії проти України у зоні ведення бойових дій.

## Оснащення
На оснащенні національної поліції перебуває автомобільна та спеціальна техніка. Також у складі поліції є авіація.

### Автомобілі
| Зображення             | Модель                 | Виробник                                     | Кількість                                         | Примітки                                                                                    |
| ---------------------- | ---------------------- | -------------------------------------------- | ------------------------------------------------- | ------------------------------------------------------------------------------------------- |
|                        | Toyota Prius           | Японія                                       | 1568                                              | Отримані за рахунок коштів по Кіотському протоколу                                          |
|                        | Hyundai Sonata         | Південна Корея                               | 110                                               | До цього автомобілі працювали як таксі у аеропорту Бориспіль                                |
|                        | Isuzu D-Max            | Японія                                       | 38                                                | Використовуються у Волинській області                                                       |
|                        | Renault Dokker         | Марокко                                      | 192                                               | На базі Dacia Dokker                                                                        |
|                        | Renault Duster         | Румунія                                      | 104                                               | На базі Dacia Duster                                                                        |
|                        | Mitsubishi Outlander   | Японія                                       | 635                                               | Plug-in Hybrid Electric                                                                     |
|                        | Škoda Rapid            | Південна Корея[джерело не вказане 1031 день] | 400                                               | Патрульним поліцейським оновили автопарк                                                    |
|                        | Volkswagen Crafter     | Німеччина                                    | Поліцейський автомобіль                           | Використовується підрозділами патрульної поліції України                                    |
|                        | Volkswagen Transporter | Німеччина                                    | 2                                                 | Пересувна криміналістична лабораторія. Належать ГУНП в Полтавській та Хмельницькій областях |
| Volkswagen Transporter | 8                      | Німеччина                                    | Належать КОРД. Передані американськими партнерами |                                                                                             |
|                        | Toyota Land Cruiser    | Японія                                       | Належать КОРД. Передані американськими партнерами | 10                                                                                          |
|                        | Renault Kangoo         | Франція                                      | 26                                                | Автомобіль швидкого реагування                                                              |
|                        | Renault Logan          | Румунія                                      | Поліцейський автомобіль                           | На базі Dacia Logan. Належать поліції охорони                                               |
|                        | Peugeot 301            | Іспанія                                      | Поліцейський автомобіль                           | Належать поліції охорони                                                                    |
|                        | Volkswagen Polo Sedan  | Росія                                        | Поліцейський автомобіль                           | Належать поліції охорони                                                                    |
|                        | Škoda Fabia            | Україна                                      | Поліцейський автомобіль                           | Належать поліції охорони                                                                    |
|                        | ZAZ Lanos              | Україна                                      | Поліцейський автомобіль                           | На базі Daewoo Lanos. Належать поліції охорони                                              |

### Авіація
| Фото | Назва        | Країна походження | Тип               | Кількість | Завдання                                                                  |
| ---- | ------------ | ----------------- | ----------------- | --------- | ------------------------------------------------------------------------- |
|      | Airbus H145  | Франція           | легкий гелікоптер | 10        |                                                                           |
|      | Robinson R44 | США               | легкий гелікоптер | 1         | Використовується для охорони громадського порядку під час масових заходів |

## Екіпірування поліцейських

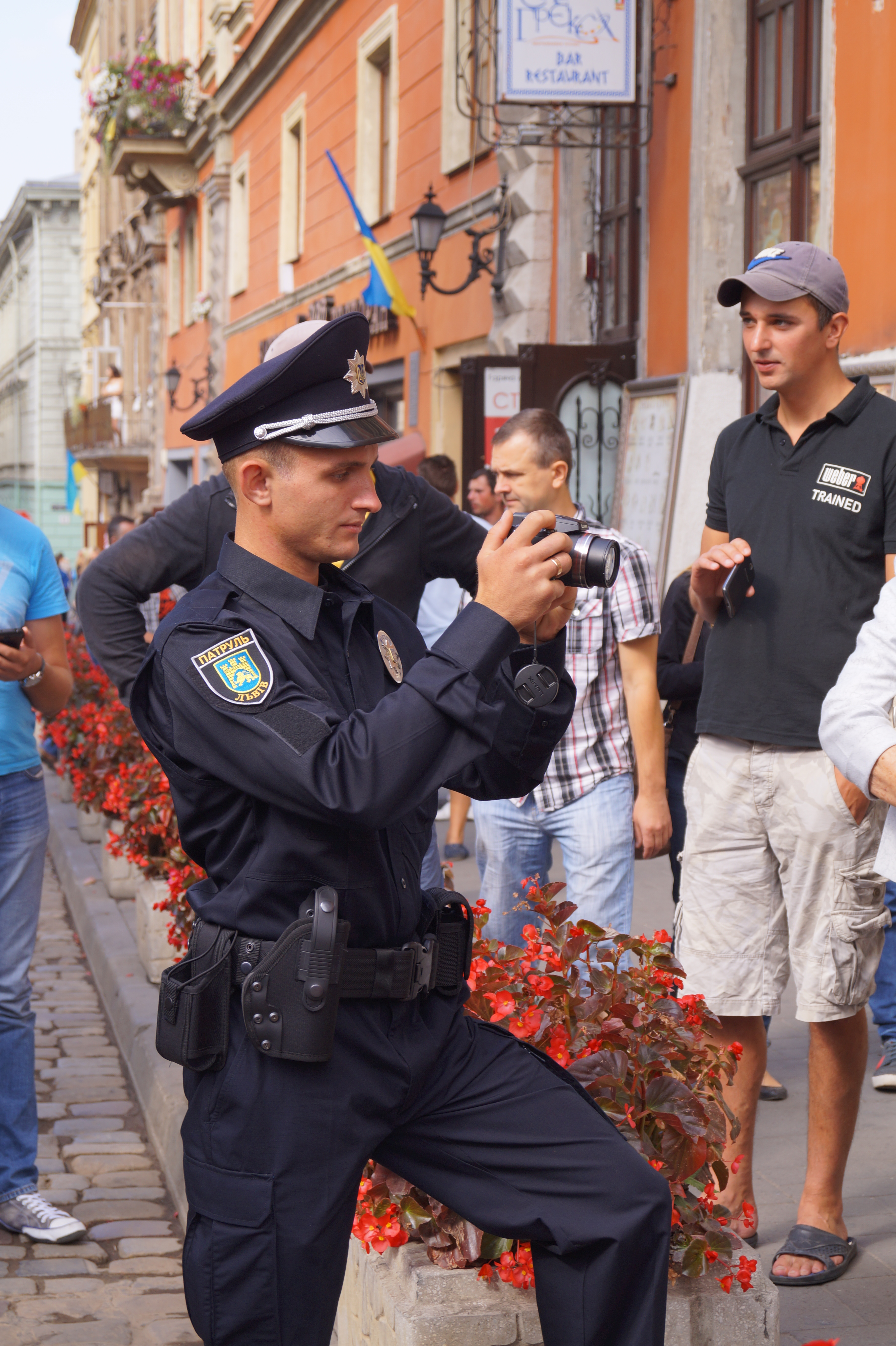
Однострій поліцейського

- Службове посвідчення;
- Жетон;
- Однострій поліцейського[101];
- Поясне спорядження;
- Вогнепальна зброя.

### Зброя
З 2019 року НПУ змінює автомати Калашнікова на пістолети-кулемети Heckler & Koch MP5.

### Однострій

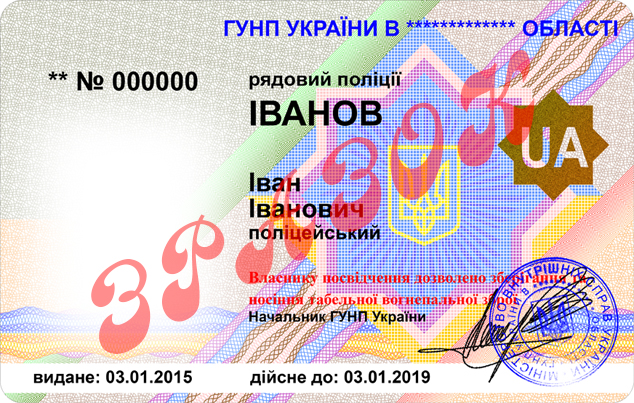
Зразок службового посвідчення працівника НПУ

Поліцейські мають єдиний однострій, який вони отримують безкоштовно. Зразки предметів однострою поліцейських затверджує Кабінет Міністрів України.
На однострої поліцейського розміщується нагрудний знак із чітким зазначенням його спеціального жетона. Поліцейському заборонено знімати з однострою чи приховувати нагрудний знак, а також будь-яким іншим чином перешкоджати прочитанню інформації на ньому або фіксуванню її за допомогою технічних засобів.
Поліцейський, який виконує функції в цивільному одязі, зобов'язаний мати при собі нагрудний знак, передбачений цією частиною, крім випадків, коли наявність нагрудного знака перешкоджає проведенню негласної слідчої (розшукової) дії, а також під час здійснення функцій поліцейського під час дії воєнного стану.
Поліцейським підрозділу спеціального призначення номер нагрудного знака додатково зазначається на однострої і на шоломі таким чином, щоб його було можливо прочитати або зафіксувати за допомогою технічних засобів, крім випадків, коли такі поліцейські відповідно до рішень уповноважених осіб поліції виконують завдання в режимі секретності.
Правила носіння та норми належності однострою поліцейських затверджує міністр МВС.
Використання спеціальних звань, відзнак, однострою і службового посвідчення поліцейського особою, яка не є поліцейським, заборонено і має наслідком відповідальність відповідно до закону.

## Поліцейські заходи примусу
Поліція під час виконання функцій, передбачених законом, уповноважена застосовувати:
1. психологічний або фізичний вплив (сила);
2. застосування спеціальних засобів;
3. застосування вогнепальної зброї.

Для виконання своїх повноважень поліцейські можуть використовувати такі спеціальні засоби:
- гумові та пластикові кийки;
- електрошокові пристрої контактної та контактно-дистанційної дії;
- засоби обмеження рухомості (кайданки, сітки для зв'язування тощо);
- засоби, споряджені речовинами сльозогінної та подразнюючої дії;
- засоби примусової зупинки транспорту;
- спеціальні маркувальні та фарбувальні засоби;
- службові собаки та службові коні;

- пристрої, гранати та боєприпаси світлозвукової дії;
- засоби акустичного та мікрохвильового впливу;
- пристрої, гранати, боєприпаси та малогабаритні підривні пристрої для руйнування перешкод і примусового відчинення приміщень;
- пристрої для відстрілу патронів, споряджених гумовими чи аналогічними за своїми властивостями метальними снарядами несмертельної дії;
- засоби, споряджені безпечними димоутворюючими препаратами;
- водомети, бронемашини та інші спеціальні транспортні засоби.

Поліції заборонено застосовувати заходи примусу, не передбачені законом.
Не є заходом примусу використання поліцейським засобу індивідуального захисту (шолому, бронежилету).

## Спеціальні звання поліцейських
Докладніше: Звання, чини та ранги України
Граничні спеціальні звання молодшого, середнього складу поліції за штатними посадами встановлюються керівником поліції. Граничні спеціальні звання поліції вищого складу поліції за штатними посадами встановлюються Президентом України.
| [ 104 ] | Спеціальні звання молодшого складу | Спеціальні звання молодшого складу | Спеціальні звання молодшого складу | Спеціальні звання молодшого складу | Спеціальні звання середнього складу | Спеціальні звання середнього складу | Спеціальні звання середнього складу | Спеціальні звання середнього складу |
| ------- | ---------------------------------- | ---------------------------------- | ---------------------------------- | ---------------------------------- | ----------------------------------- | ----------------------------------- | ----------------------------------- | ----------------------------------- |
| Погони  |                                    |                                    |                                    |                                    |                                     |                                     |                                     |                                     |
| Звання  | Рядовий поліції                    | Капрал поліції                     | Сержант поліції                    | Старший сержант поліції            | Молодший лейтенант поліції          | Лейтенант поліції                   | Старший лейтенант поліції           | Капітан поліції                     |

|        | Спеціальні звання старшого складу | Спеціальні звання старшого складу | Спеціальні звання старшого складу | Спеціальні звання вищого складу поліції | Спеціальні звання вищого складу поліції | Спеціальні звання вищого складу поліції |
| ------ | --------------------------------- | --------------------------------- | --------------------------------- | --------------------------------------- | --------------------------------------- | --------------------------------------- |
| Погони |                                   |                                   |                                   |                                         |                                         |                                         |
| Звання | Майор поліції                     | Підполковник поліції              | Полковник поліції                 | Генерал поліції 3-го рангу              | Генерал поліції 2-го рангу              | Генерал поліції 1-го рангу              |

### Строки вислуги в спеціальних званнях поліції
Установлюються такі строки вислуги в спеціальних званнях поліції:
- капрал поліції — 1 рік;
- сержант поліції — 3 роки;
- молодший лейтенант поліції — 1 рік;
- лейтенант поліції — 2 роки;
- старший лейтенант поліції — 3 роки;
- капітан поліції — 4 роки;
- майор поліції — 4 роки;
- підполковник поліції — 5 років.

Строки вислуги у званнях рядового поліції, старшого сержанта поліції та полковника поліції, генерала поліції третього рангу, генерала поліції другого рангу не встановлюються.
Строк вислуги в спеціальному званні обчислюється від дня підписання наказу про присвоєння звання.

## День Національної поліції України
День Національної поліції України — свято в Україні, яке відзначається щорічно 4 липня згідно з Указом Президента України від 04 квітня 2018 року № 97. До 2018 року зазначене свято відзначалося 04 серпня — у день підписання Президентом України Закону України «Про Національну поліцію».

## Символіка

Прапор НПУ

Емблема та прапор НПУ є офіційними відмітними символами Національної поліції України, що вказують на належність до Національної поліції України.
Емблемою НПУ є срібна (біла) восьмикутна промениста зірка, у центрі якої розміщено зображення малого Державного Герба України.
Прапором НПУ є прямокутне полотнище темно-синього кольору зі співвідношенням ширини до довжини 2x3, у центрі якого розміщено емблему Національної поліції України. Висота емблеми становить 7/9 ширини полотнища. Обидві сторони полотнища ідентичні.
Древко прапора дерев'яне, чорного кольору. Верхівка древка стрілоподібна з білого металу, в якій розміщено рельєфне зображення емблеми Національної поліції України. Зображення Знака Княжої держави Володимира Великого (тризуба) на емблемі Національної поліції України золотистого кольору, щит малого Герба України покритий емаллю синього кольору.

## Критика
За результатами дослідження Київського міжнародного інституту соціології, у грудні 2015 року Національній поліції довіряло 14,9 % населення, а патрульній поліції 20,7 %. У 2019 році Ігор Клименко заявив уже про 48 % довіри населення. Сальдо довіри при цьому становило -19,6 %.
Перевищення повноважень, корупцію та інші незаконні дії співробітників Національної поліції.
Відомі випадки, коли Національна поліція приховує публічну інформацію та відмовляється від відповіді на запити, посилаючись на формальні вимоги закону. Також відомі випадки, коли поліція не приїжджала на виклики або для неї деякі особи були «недоторканні».